# Orod I.
Orod I. Partski (perzijsko ارد يکم‎), veliki kralj Partskega cesarstva, ki je kot naslednik Gotarza I. vladal približno od leta 90 do 80 pr. n. št., * ni znano, † 80 pr. n. št..
Do leta 88 pr. n. št. se je njegovo vladanje prekrivalo z vladanjem rivalskega kralja Mitridata II. Partskega, kateremu se je Gotarz uprl. Kovanci z Orodovo podobo so iz medijskih kovnic v Ekbatani in Reju. 
Zgodovina obdobja, v katerem je vladal Orod, je zelo nejasna, izgleda pa, da je končal državljansko vojno, ki jo je začel neznan upravičenec za partski prestol. Neznan je tudi Orodov naslednik, saj se zanesljivo sledenje vladarjem Arsakidske dinastije ponovno začne šele leta 77 pr. n. št. z vladanjem Sanatruka Partskega.
Orod I. je kot kralj kraljev iz Arsakidske dinastije omenjen v babilonskem poročilu o luninem  mrku 11. aprila 80 pr. n. št..

## Vira
- M.A.R. Colledge, The Parthians, Thames and Hudson, London, 1967, str. 35.
- F.R. Stephenson, L.V. Morrison, Long-Term Fluctuations in the Earth's Rotation: 700 BC to AD 1990, Philosophical Transactions,  Physical Sciences and Engineering, 351, 1695, 15. april 1995, str. 165–202.

| Orod I. Arsakidska dinastija |                                                                       |                                    |
| Vladarski nazivi             |                                                                       |                                    |
| Predhodnik: Gotarz I.        | Veliki kralj (šah) Partskega cesarstva 90 pr. n. št. – 80 pr. n. št.. | Naslednik: ni znano • • • Sanatruk |